# 安貞二年の政変
安貞二年の政変（あんていにねんのせいへん）とは、安貞2年12月24日（1229年1月20日）に発生した朝廷内の政変。関白近衛家実が更迭され、九条道家が再任した。

## 概要
承久の乱の乱後に後堀河天皇の摂政・関白に就任した近衛家実は、嘉禄2年（1226年）宣陽門院（後白河法皇の皇女で長講堂領の所有者）と結んで、後堀河天皇の最初の中宮である三条公房の娘の有子（安喜門院）を退出させて自分の娘である長子（鷹司院）をわすか9歳で新しい中宮に立てた。一方、承久の乱で一旦は失脚した九条道家も同じ年に息子の頼経が鎌倉幕府の征夷大将軍に正式に就任した。
近衛家実と九条道家の摂関を巡る争いが激しくなっていたが、道家は舅である西園寺公経と共に家実の排斥を画策し、更に正妻西園寺掄子の大叔母にあたる後堀河天皇の生母北白河院（姉が公経の生母）にも働きかけた。天皇の父である後高倉院の没後、母の北白河院が近衛家実と連携して天皇を補佐してきたが、天皇の2人の兄（天台座主尊性法親王と仁和寺門跡道深法親王）と対立した延暦寺や興福寺などの衆徒に対する対応に失敗した家実に対する不満を強めていた北白河院も道家に接近しつつあった。
安貞2年（1228年）12月に入ると、道家は後堀河天皇に関白交替を求めたが、天皇はこれを拒絶していた。ところが、24日になって北白河院の使者が鎌倉から道家を次期関白に推挙する頼経の挙状を持ち帰ると、母院や幕府も関白の交替に同意していることを知った天皇はやむなくこれを受け入れて、家実の更迭と道家の再任が実現した（『民経記』）。
年が明けると、道家は長子を退出させて自分の娘である竴子（藻璧門院）を新しい中宮に立てた。竴子は寛喜3年（1231年）に男子（秀仁親王）を出産する。また、同年には道家は嫡男の教実に関白の地位を譲った。ところが、貞永元年（1232年）に入ると、道家は彗星の発生を口実に秀仁親王への譲位を提案、天皇や鎌倉幕府の反発を抑えて、10月には2歳の秀仁親王への譲位が行われた（四条天皇）。後堀河天皇が秀仁親王に譲位をして院政を行う事自体は既定方針であったが、一刻も早く新天皇の外祖父になりたいという道家の思惑によって譲位の時期が決定されたことは想定外であり、これまで道家と近かった北白河院も道家の振る舞いを嘆いたという。また、道家は践祚の儀式に際しては近衛家に近い女官を直前に一斉に免じ、終了後に何事もなかったかのように復職させるという人事を行っている。
ところが、天福元年（1233年）9月に藻璧門院が、翌天福2年（1234年）8月には後堀河上皇が相次いで崩御、更に文暦2年（1235年）3月には摂政の九条教実まで死去してしまう。このため、急遽摂政に復帰した九条道家は菅原為長の献策を受けて、鎌倉に二条定高と中原師員を派遣して配流された後鳥羽法皇（当時出家していた）と順徳上皇を京都に戻して欲しいと鎌倉幕府に要請するが拒絶されてしまう。道家の立場からすれば、治天の君がいない状態での朝廷運営は困難であるという判断であったと思われるが、北条泰時ら鎌倉幕府首脳部からすれば先の後堀河天皇の退位に続いて幕府の意向に反する動きであり、道家に対する警戒感と不信感を抱かせる結果となった。